# 춘양면 (봉화군)
춘양면(春陽面)은 대한민국 경상북도 봉화군의 면이다.

## 역사
- 춘양현(春陽縣) 지역
- 1895년 음력 5월 26일 안동부 안동군 춘양면
- 1896년 8월 4일 경상북도 안동군 춘양면
- 1914년경 경상북도 봉화군 춘양면
- 1914년 4월 1일 춘양면과 상동면(上東面)을 춘양면으로 통폐합하였다.[1] (10리)
- 1963년 1월 1일 덕구리, 천평리를 강원도 영월군 상동면에 편입하였다.[2] (8법정리)
- 1973년 7월 1일 법전면 소로리를 춘양면에 편입하였다.[3] (9법정리)

## 행정 구역
춘양면의 행정 구역으로는 법정리가 9곳, 행정리가 20곳으로 각각 구성되어 있다.

### 법정리
- 의양리
- 학산리
- 서동리
- 서벽리
- 석현리
- 애당리
- 도심리
- 우구치리
- 소로리

### 행정리
의양1리, 의양2리, 의양3리, 의양4리, 학산리, 서동리, 석현1리, 석현2리, 애당1리, 애당2리, 도심1리, 도심2리, 도심3리, 서벽1리, 서벽2리, 서벽3리, 서벽4리, 우구치리, 소로1리, 소로2리

## 교통
- 국도 제36호선, 국가지원지방도 제88호선
- 영동선 춘양역

## 억지춘양
춘양면은 한국어의 관용구 중 하나인 ‘억지춘양’ 또는 ‘억지춘향’의 유래가 되었다고 알려진 지역이다. 이 말의 유래는 여러 가지로 알려져 있는데, 일반 소나무를 춘양면 특산물인 고급 춘양목으로 억지로 속여 팔았던 일이 많았다는 설과 영암선(현 영동선)이 부설될 때 본래 계획에 없던 춘양역이 부설되어 선로가 S자 모양으로 삐치게 되었다는 설이 잘 알려져 있다.

## 학교
| 학교명               | 소재지                        | 비고        |
| -------------------- | ----------------------------- | ----------- |
| 춘양초등학교         | 춘양면 의양로 24-1 (의양리)   |             |
| 서벽초등학교         | 춘양면 춘양로 1424 (서벽리)   |             |
| 법전초등학교         | 춘양면 소천로 92 (소로리)     | 1999년 폐교 |
| 애당초등학교         | 춘양면 우촌길 7 (애당리)      | 1999년 폐교 |
| 춘양중학교           | 춘양면 서원촌길 8-14 (서동리) |             |
| 춘양중학교 서벽분교  | 춘양면 춘양로 1490 (서벽리)   |             |
| 한국산림과학고등학교 | 춘양면 서원촌길 8-14 (서동리) |             |

## 특이 사항
춘양면은 대한민국에서 동절기에 가장 추운 지역으로 손을 꼽힌다. 역대 최저 기온이 영하 30도까지 근접하고 있는 날도 역시 드물게 있다.